# Capão Bonito do Sul
Pour les articles homonymes, voir Capão.
Capão Bonito do Sul est une municipalité brésilienne située dans l'État du Rio Grande do Sul.